# Шелер
Шелер (фр. Chelers) насеље је и општина у североисточној Француској у региону Север-Па д Кале, у департману Па де Кале која припада префектури Арас.
По подацима из 2011. године у општини је живело 285 становника, а густина насељености је износила 35,45 становника/km². Општина се простире на површини од 8,04 km². Налази се на средњој надморској висини од 148 метара (максималној 158 m, а минималној 126 m).

## Демографија
| 1962. | 1968. | 1975. | 1982. | 1990. | 1999. | 2011. |
| ----- | ----- | ----- | ----- | ----- | ----- | ----- |
| 282   | 301   | 284   | 286   | 260   | 258   | 285   |

График промене броја становника у току последњих година